# UB-72号潜艇
陛下之UB-72号艇是德意志帝国海军于第一次世界大战期间建造的其中一艘UB-III型近岸潜艇或称U艇。它由汉堡的伏尔铿船厂承建，于1917年7月30日新船下水，至同年9月9日交付使用。其全长55.52米，水面及水下排水量分别为508吨和639吨，艇载武器则包括五具500毫米鱼雷发射管以及一门88毫米口径甲板炮。UB-72号曾先后被部署至第五及第二区舰队，并参与了大西洋潜艇战。在五次巡逻期间，该艇合共击沉了协约国或中立国的4艘商船和1艘辅助军舰，容积总吨累计为10551吨。1918年5月12日，UB-72号在英吉利海峡（50°8′N 2°41′W / 50.133°N 2.683°W）遭英国潜艇D4号发射鱼雷击沉，共造成艇内32名官兵阵亡，仅3人幸存。

## 设计
UB-72号是汉堡伏尔铿船厂承建的UB-III型第二批次（UB-72至UB-74号）的首艇，由德意志帝国海军潜艇监察局于1916年9月23日向订购，至1917年7月30日下水。其全长55.52米，舷宽5.76米。艇体采用双壳体结构，水面及水下排水量分别为508吨和639吨，浮起时的吃水深度为3.70米。由于无需像UC-II型艇那样提供水雷布设装置，设计工程师对潜艇舷弧进行了优化，增大了司令塔体积，配备两具潜望镜，司令塔与控制室之间增加一道水密舱壁。这些改进显著提高了潜艇的水下机动性和生存力。为了达到更高的航速，UB-72号采用两台猛狮六缸四冲程551匹公制馬力（405千瓦特）柴油机用于水面运行，以及两台394匹公制馬力（290千瓦特）的西门子-舒克特电动发电机用于水下航行；水面最高航速13.4節（24.8每小時），水下7.5節（13.9每小時）；能够在水面以6節（11每小時）航速续航8,420海里（15,590），或以4節（7.4每小時）连续在水下航行55海里（102）而无需充电。
UB-72号的主武器为五具500毫米艇艏鱼雷发射管，其中艇艏四具采用层叠式布局分居两侧、艇艉一具，并可搭载合共10枚G6型鱼雷。辅助武器则是一门88毫米30倍径速射炮。其标准船员编制为3名军官加31名水兵。

## 服役历史
1917年9月9日，UB-72号在首度担任艇长的海军上尉瓦尔特·克罗伊茨费尔特的指挥下正式入役，随即展开海试。完成海试后，该艇曾先后被编入北海战区的第五和第二区舰队，并参与了大西洋潜艇战，足迹遍及英吉利海峡西段、彼得黑德附近以及福斯湾。在五次巡逻期间，该艇合共击沉了协约国或中立国的4艘商船和1艘辅助军舰，容积总吨累计为10551吨。
1918年5月12日，UB-72号在英吉利海峡执行任务期间遭英国皇家海军潜艇D4号击沉。当天04:30，正在根西和波特兰比尔之间巡逻的D4号观察到UB-72号在大约2海里（3.7）外的海面上向南移动。五分钟后，D4号艇长克劳德·巴里中尉发现UB-72号显然没有意识到英国潜艇的存在，并改变了航向，使U艇似乎正在接近D4号。为了不被发现，巴里将潜望镜收起了数分钟，但在4:43分，当D4号的潜望镜再度升起时，显示UB-72号正在向东航行。几分钟后，UB-72号出现在英国潜艇的左舷，巴里等待着，直到U艇出现在他的视线中。至4:50，巴里在距离目标600碼（550）处发射了一枚鱼雷，然后在降低潜望镜片刻后他又发射了第二枚。十秒钟后，D4号的船员听到爆炸声，并感受到剧烈的震荡。巴里遂率艇浮上水面，朝着3个在一片油污中挣扎的人驶去。他成功救起了这些人，而对方正是UB-72号的34名官兵中仅有的幸存者。

## 袭击历史摘要
| 日期          | 船名         | 船籍         | 吨位 | 结局 |
| ------------- | ------------ | ------------ | ---- | ---- |
| 1918年2月3日  | 斯万福斯号   | 挪威         | 896  | 击沉 |
| 1918年3月28日 | 提索奥努斯号 | 英國皇家海軍 | 3463 | 击沉 |
| 1918年3月30日 | 瓦福斯号     | 挪威         | 1322 | 击沉 |
| 1918年5月6日  | 桑德赫斯特号 | 英国         | 3034 | 击沉 |
| 1918年5月8日  | 基多号       | 英国         | 3358 | 击伤 |
| 1918年5月9日  | 艾尔萨男爵号 | 英国         | 1836 | 击沉 |

## 脚注
1. ↑  Rössler，第61頁.
2. 1 2  Helgason, Guðmundur. . German and Austrian U-boats of World War I - Kaiserliche Marine - Uboat.net.   [2022-05-06].
3. 1 2 3 4  Gröner 1991，第25-30頁.
4. 1 2  Helgason, Guðmundur. . German and Austrian U-boats of World War I - Kaiserliche Marine - Uboat.net.   [2015-02-04].
5. ↑  Helgason, Guðmundur. . German and Austrian U-boats of World War I - Kaiserliche Marine - Uboat.net.   [2015-02-04].
6. ↑  陈进，第239頁.
7. ↑  NARS，第80頁.
8. 1 2  Helgason, Guðmundur. . German and Austrian U-boats of World War I - Kaiserliche Marine - Uboat.net.   [2015-02-04].
9. ↑  McCartney，第137頁.